# SMS V 76
SMS V 76 – niemiecki niszczyciel z okresu I wojny światowej, dziesiąta jednostka typu V 67. Okręt wyposażony był w trzy kotły parowe opalane ropą, a zapas paliwa wynosił 306 ton. Zatonął na minie w Zatoce Fińskiej 11 listopada 1916 roku.
Wchodził w skład X Flotylli. Zatonął na rosyjskiej zagrodzie minowej w Zatoce Fińskiej 11 listopada 1916 roku o 6.25, na pozycji 59°20′N 22°23′E/59,333333 22,383333. Zginął jeden członek załogi. Na tej samej zagrodzie w nocy 10/11 listopada zatonęło sześć innych niszczycieli flotylli (S 57, S 58, S 59, V 72, V 75, G 90).